# Gabriel Blažek
Gabriel Blažek (20. září 1842 Borovnice u Chocně – 6. prosince 1910 Praha) byl český matematik, politik a bankéř.

## Biografie

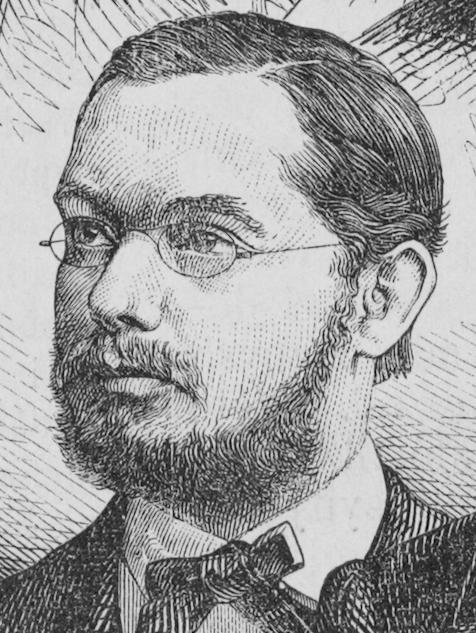
Gabriel Blažek v roce 1872

Studoval na gymnáziích v Mostě a Žatci, pak v Praze na Malé Straně. V letech 1860–1863 na pražské univerzitě. Byl jedním ze zakladatelů Spolku pro volné přednášky z matematiky a fyziky (1862). Ve školním roce 1863–1864 pokračoval ve studiu na Vídeňské univerzitě, kde v roce 1864 vykonal zkoušku učitelské způsobilosti z matematiky a fyziky pro vyšší gymnázia. V roce 1865 získal na Vídeňské univerzitě doktorát filozofie a současně se habilitoval pro matematiku. Již v roce 1864 se stal asistentem na fyzikálním ústavu u profesora Ettingshausena (univerzita Štýrský Hradec).
V listopadu roku 1866 byl jmenován mimořádným profesorem matematiky s českou vyučovací řečí na tehdy ještě utrakvistické (jazykově české i německé) polytechnice v Praze. Po odchodu F. J. Studničky v roce 1871 se stal profesorem řádným na mezitím osamostatněné české technice v Praze. Ve třech školních letech byl rektorem této školy (1875–1876, 1881–1882, 1901–1902), několikrát děkanem. V roce 1907 byl penzionován a stal se generálním ředitelem Hypoteční banky Království českého.
Rozsáhlá vědecká práce Gabriela Blažka se týkala především národohospodářské aritmetiky, jeho práce věnované čisté matematice nacházíme ve zprávách vídeňské akademie, zprávách Královské české společnosti nauk a Časopise pro pěstování matematice a fyzice. V roce 1870 byl jmenován mimořádným členem Královské české společnosti nauk.
Angažoval se rovněž v politice. V letech 1895–1907 zasedal za mladočeskou stranu v Českém zemském sněmu (volební obvod Praha-Nové Město).
V doplňovacích volbách roku 1887 získal i mandát v Říšské radě (celostátní zákonodárný sbor), kde reprezentoval městskou kurii, obvod Praha-Staré Město. V lednu 1888 patřil mezi sedm poslanců Říšské rady, kteří opustili střechovou parlamentní frakci Český klub a ustavili samostatný mladočeský neodvislý Český klub, který se vymezoval kriticky k vládě. V říjnu 1887 měl tento mladočeský klub (oficiálně Klub neodvislých českých poslanců) šest členů (kromě Blažka ještě Emanuel Engel, Eduard Grégr, Václav Robert z Kounic, Leopold Lažanský a Jan Vašatý).
Mandát ve vídeňském parlamentu obhájil za stejný obvod ve volbách do Říšské rady roku 1891. Ve volbách do Říšské rady roku 1901 byl zvolen za městskou kurii v obvodu Praha-Nové Město. V Říšské radě setrval do konce funkčního období, tedy do roku 1901, respektive do přelomu let 1900 a 1901, kdy se konaly nové volby.
Zemřel roku 1910 ve věku 68 let. Pohřben byl žehem v krematoriu v Saské Kamenici a jeho ostatky pak uloženy na Olšanských hřbitovech.

## Ocenění díla
- V roce 1909 mu byl udělen čestný titul doktora technických věd (Dr.h.c.) Českého vysokého učení technického v Praze.[7]